# Långholmen (öster om Vänoxa, Kimitoön)
Långholmen är en ö i Finland. Den ligger i Skärgårdshavet och i kommunen Kimitoön i landskapet Egentliga Finland, i den sydvästra delen av landet. Ön ligger omkring 58 kilometer söder om Åbo och omkring 130 kilometer väster om Helsingfors.
Öns area är 21,8 hektar och dess största längd är 0,9 kilometer i öst-västlig riktning.